# Hurtigruten
Hurtigruten är en klassisk norsk båtlinje för transport av gods och passagerare mellan Bergen och Kirkenes. Den har kallats "Världens vackraste sjöresa" och går bland annat förbi Norges världsarv Nærøyfjorden och Geirangerfjorden samt den smala Trollfjorden.
Geirangerfjorden besöks av norrgående Hurtigruten-båtar bara på sommaren och Trollfjorden bara av södergående Hurtigruten-båtar, också det endast under sommarhalvåret. Från att ha varit en livsnerv för många norska kustsamhällen erbjuder linjen på 2010-talet mest kryssningsfärder för turister.

## Historik

### Bakgrund
Norge saknade på 1800-talet (och i själva verket helt fram till början på 1960-talet) vägförbindelse mellan de nordligaste fylkena och resten av landet. Båttrafik var det enda transportvägen. För att knyta norra Norge närmare resten av landet gick det norska inrikesdepartementet år 1891 ut med anbudsinfordran på en snabb båtrutt för post och annat gods mellan Trondheim och Hammerfest två turer per vecka. Det kom emellertid inte in något anbud.
Inrikesdepartementet gjorde ett nytt försök hösten 1892 för en linje Trondheim–Vadsø på sommaren och Trondheim–Hammerfest på vintern. Då kom det in ett anbud, från Vesteraalens Dampskibsselskab, vilka också fick genomföra rutten.
Det var kapten Richard With som la fram planer om en snabb transportlinje mellan Trondheim och Hammerfest. Han fick bidrag från staten, och med det första skeppet D/S Vesteraalen startade han denna linjen som skulle komma att betyda enormt mycket för kusten av Nordnorge, både för persontransport och gods/postsändningar.
En annan person som var viktig för att denna linjen kom igång var lotsen Anders Holte. Han hade gjort mycket noteringar under sina resor längs kusten och inte minst var han duktig på detta med att kunna färdas på nätterna, något som var, och är, extremt viktigt för en snabb transportlinje efter den nordnorska kusten.

### Premiärtur

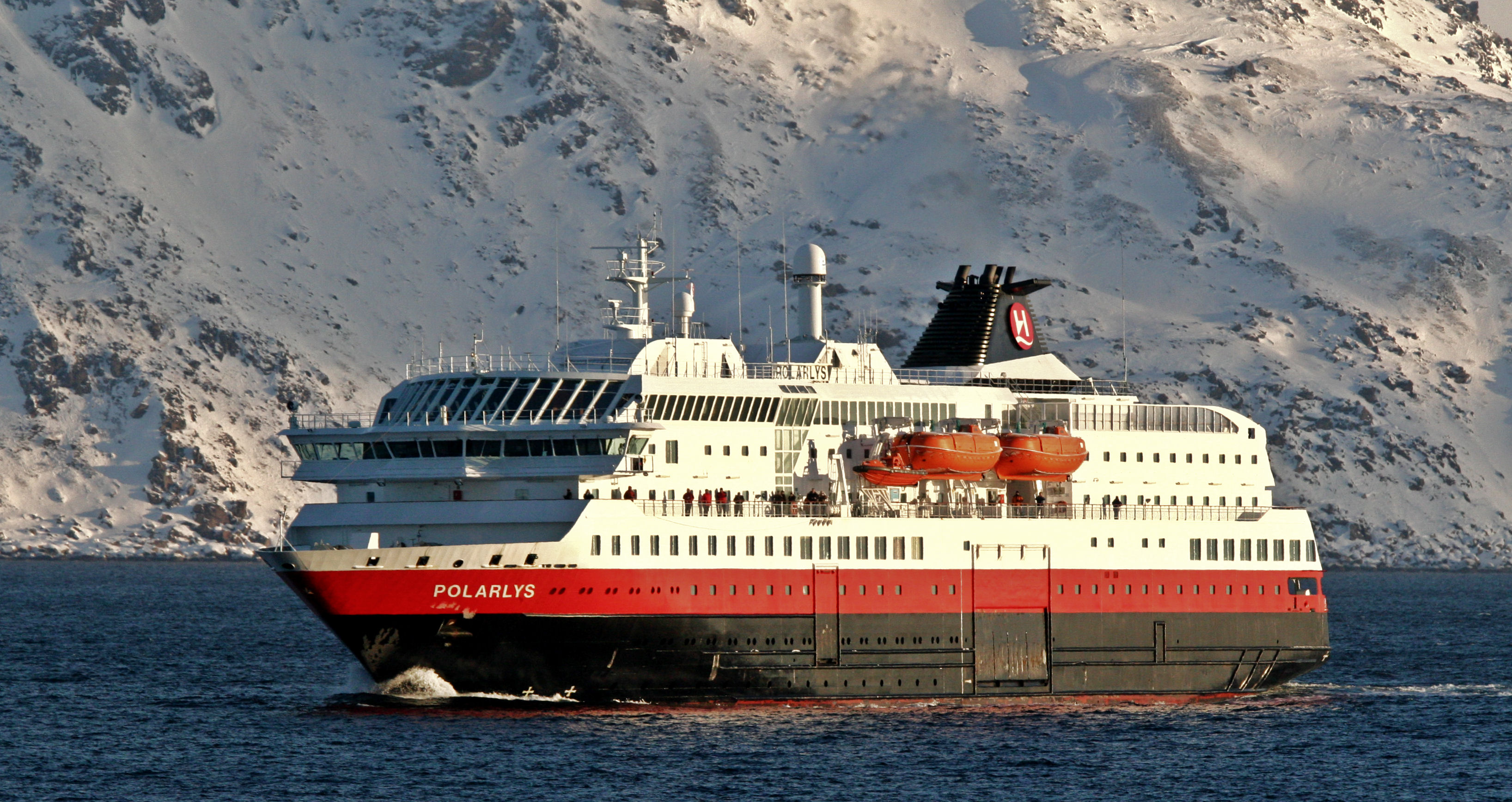
M/S Polarlys.

Den 2 juli 1893 avgick den första båten från Trondheim, under befäl av kapten Richard With. Det blev en triumffärd från början till slut. I alla tio hamnar som anlöptes mötte folk upp med hurrarop och flaggor. Fartyget anlöpte Hammerfest den 5 juli kl. 4 på morgonen och hade då seglat i 67 timmar. År 2017 går samma tur cirka två timmar snabbare.

#### Hamnar 1893
Trondheim - Rørvik - Brønnøy - Sandnessjøen - Bodø - Svolvær - Lødingen - Harstad - Tromsø - Skjervøy - Hammerfest.
Få trodde att detta skulle gå att genomföra, dels på grund av kartor som inte var så bra som man önskat, men man var också osäker på om det kunde bli ekonomiskt lönsamt. Men Richard With hade seglat i dessa farvatten och tillsammans med anteckningarna av lotsen Anders Holte blev detta ett lyckat projekt.

### Några årtal om utvidgningen
Efter premiärturen fortsatte man med att segla rutten 2 ggr/ vecka.
- 1898 seglade det första fartyget från Bergen.
- 1907 seglades sommartid till Vadsø.
- 1914 gick båtarna fem dagar i veckan, varav några turer ända till Kirkenes.
- 1928 utökades trafiken till sex turer per vecka, fortfarande med olika utgångspunkter.
- 1936 gick båtarna dagligen.
- 1953 gick alla turer hela sträckan Bergen-Kirkenes.

### Trafiken på 2000- och 2010-talet
Hurtigruta drevs 2017 med elva fartyg som anlöper 34 platser. Fartygen ägdes och drevs av företaget Hurtigruten ASA,  tidigare Ofoten och Vesteraalens Dampskibsselskab (OVDS) och Troms Fylkes Dambskibsselskab (TFDS). De två rederierna hade slagits samman 2006. Turen fram och tillbaka Bergen/Kirkenes tar cirka elva dygn. Fortfarande är det en transportlinje för både gods och människor, men senare års utbyggnad av vägar och inte minst flygtrafik har gjort att det numera är gods och framförallt turister som fraktas.
Längs rutten finns det ett stort utfärdsprogram att ta del av. Ombord på Hurtigrutens fartyg serveras mat tillagade av lokalt producerade råvaror, vilket starkt främjar näringslivet på småorterna. 

### Upphandlad konkurrensutsatt trafik på 2020-talet
Regeringen upphandlade 2017 trafiken 2021-2030 i tre kontrakt med avgångar olika veckodagar och behov för tre eller fyra fartyg vardera, och med strängare miljökrav. Hurtigruten ASA vann två kontrakt på sju fartyg tillsammans, och den nya rederiet Havila Kystruten vann ett kontrakt på fyra fartyg. Från 2022 kommer de två rederierna gå rutten var sina veckodagar. Havila Kystruten bygger nya fartyg för detta som drivs av gas och batteri.

### Hurtigrutens nutida anlöpshamnar
- Bergen
- Florø
- Måløy
- Torvik
- Ålesund
- Molde
- Kristiansund
- Trondheim
- Rørvik
- Brønnøysund
- Sandnessjøen
- Nesna
- Ørnes
- Bodø
- Stamsund
- Svolvær
- Stokmarknes
- Sortland
- Risøyhamn
- Harstad
- Finnsnes
- Tromsø
- Skjervøy
- Øksfjord
- Hammerfest
- Havøysund
- Honningsvåg
- Kjøllefjord
- Mehamn
- Berlevåg
- Båtsfjord
- Vardø
- Vadsø
- Kirkenes

## Fartyg
Bergen-Kirkenes
- M/S Vesterålen (1983)
- M/S Kong Harald (1993)
- M/S Richard With (1993)
- M/S Nordlys (1994)
- M/S Nordkapp (1996)
- M/S Polarlys (1996)
- M/S Nordnorge (1997)
- M/S Finnmarken (2002)
- M/S Trollfjord (2002)
- M/S Midnatsol (2003)

Hurtigruten AS Expeditionsfartyg till polarområdena (från 2025 övertagna av rederiet HX Expeditions
- M/S Nordstjernen 1956)
- M/S Fram (2007)
- M/S Spitsbergen (2009)
- M/S Roald Amundsen 2019)
- M/S Fridtjof Nansen ((2019)

## Hurtigruten i kulturen
Sommaren 2007 visade Sveriges Television TV-serien Bergen-Kirkenes t/r. Den är gjord, i 20 halvtimmes-avsnitt, av NRK och visar livet ombord – i glädje och sorg, vinter och sommar – på ett av de allra nyaste Hurtigrut-fartygen, nämligen M/S Midnatsol.

## Bildgalleri

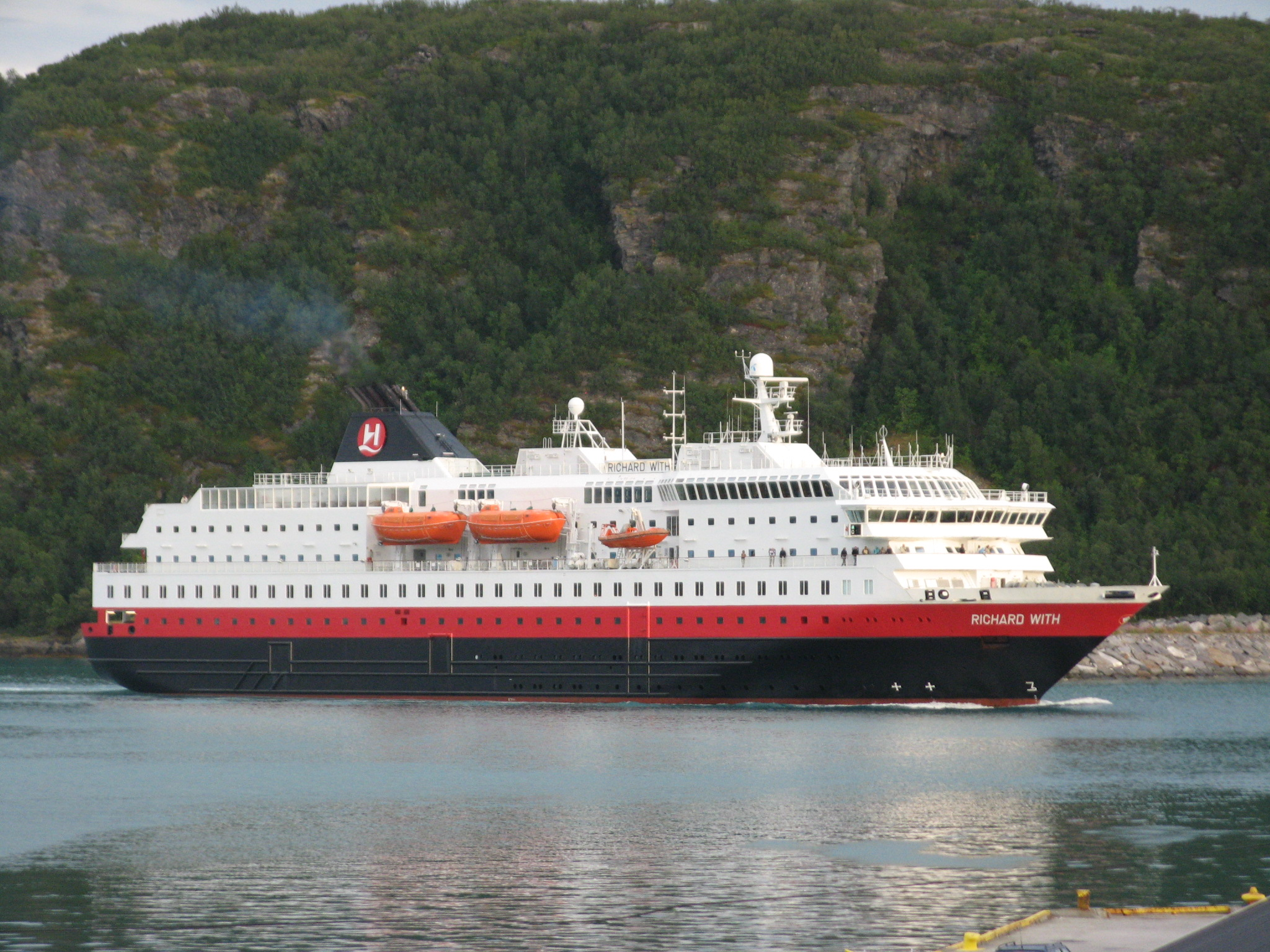
M/S Richard With
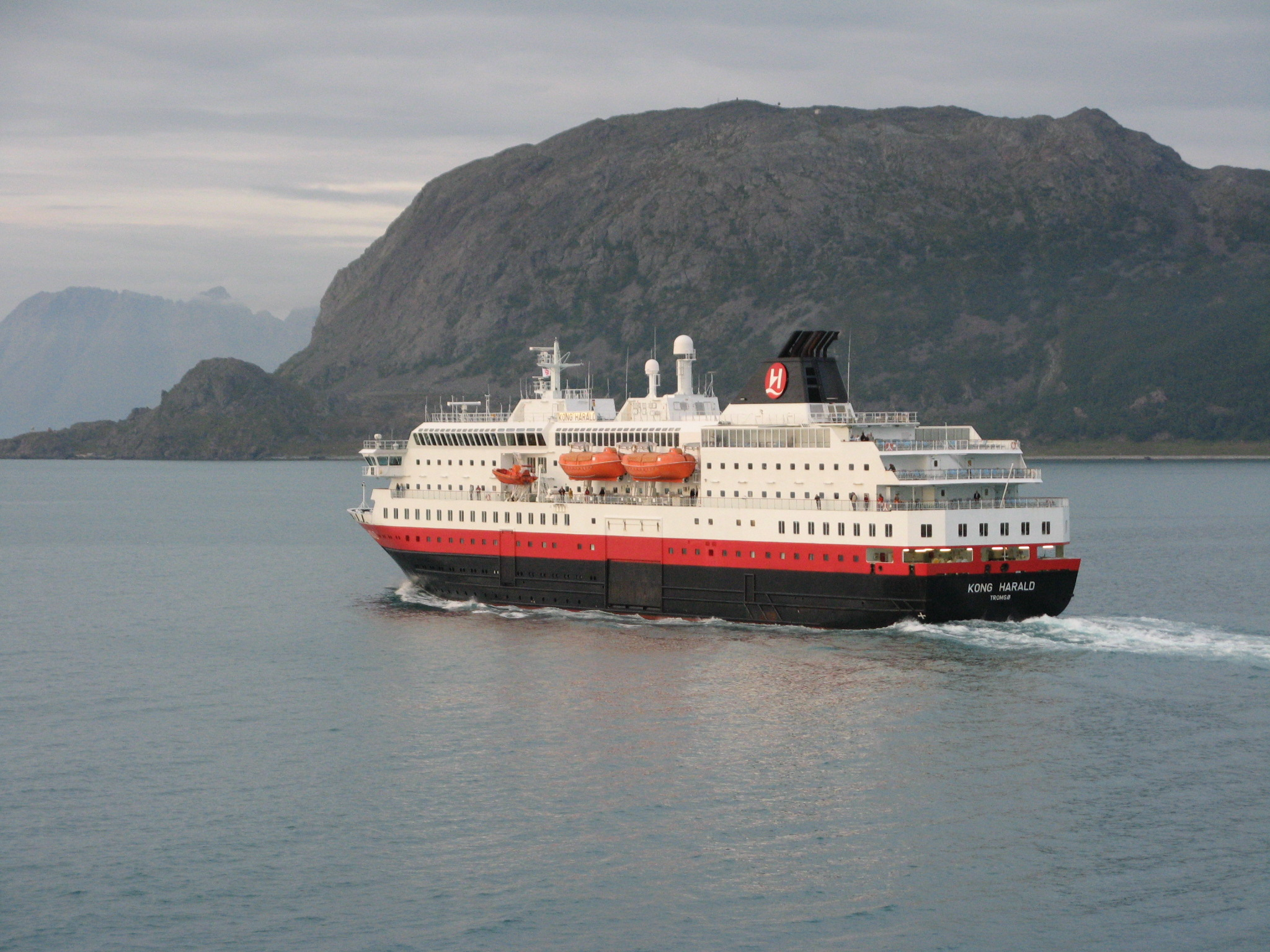
M/S Kong Harald
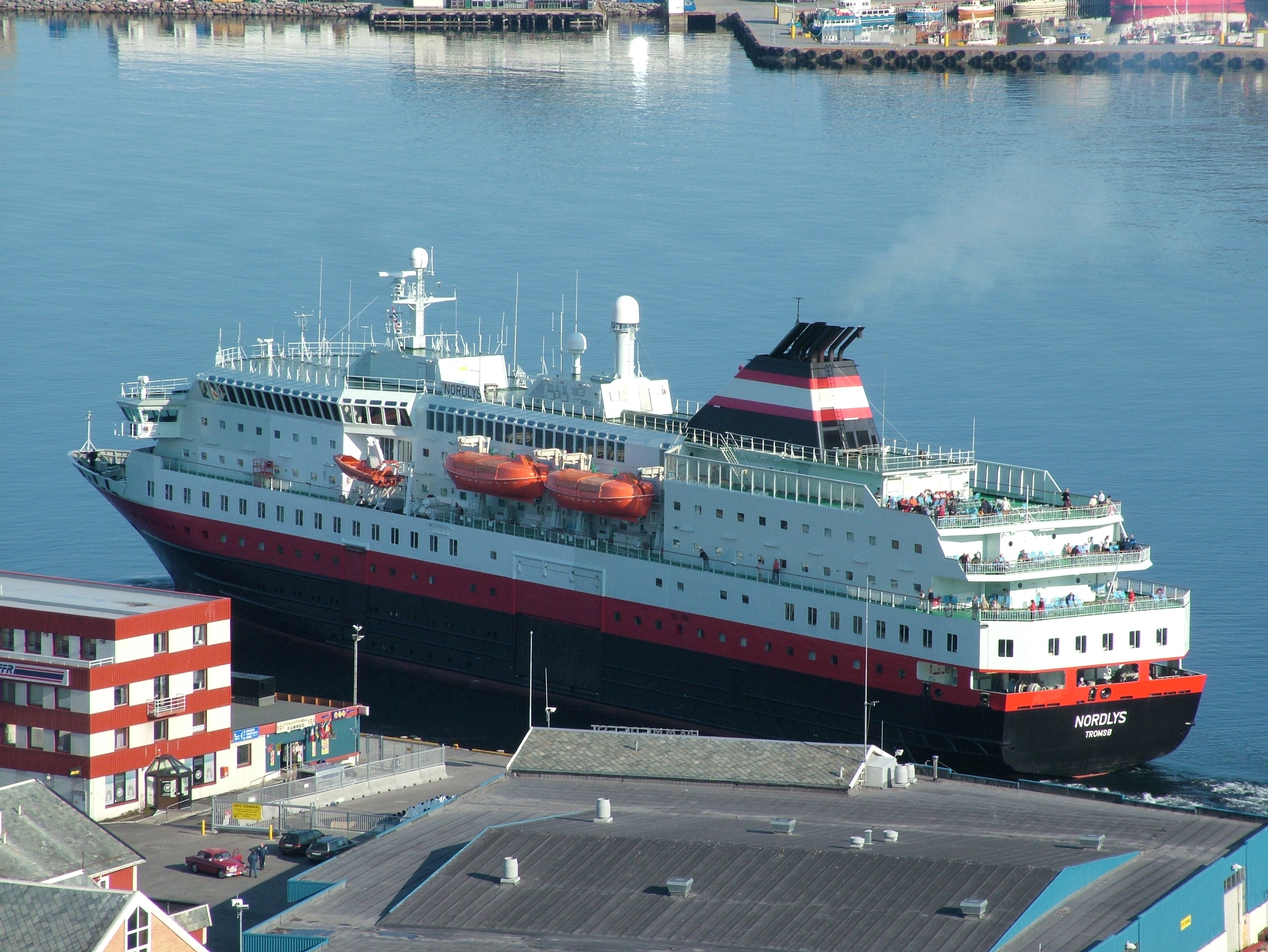
M/S Nordlys
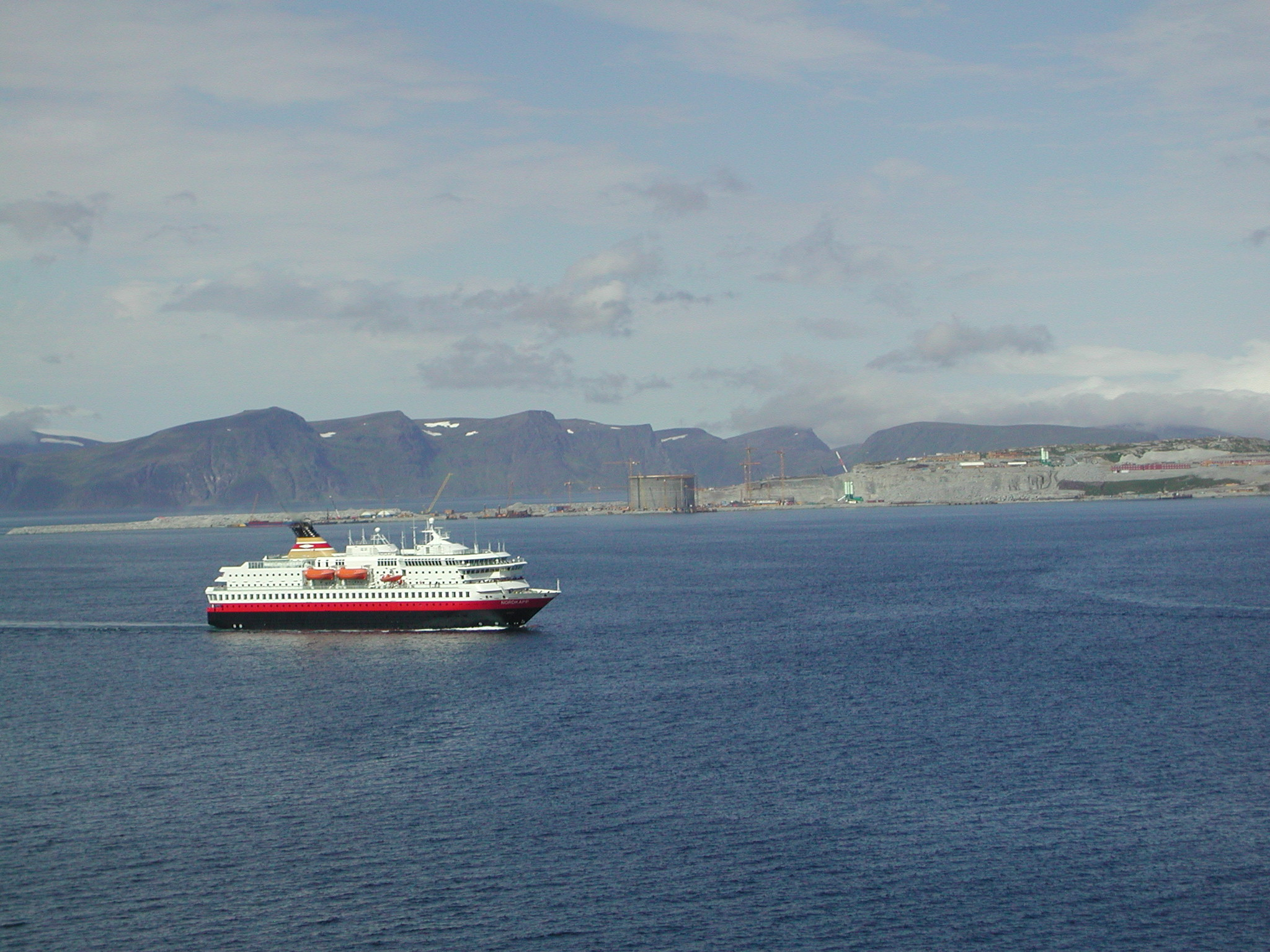
M/S Nordkapp
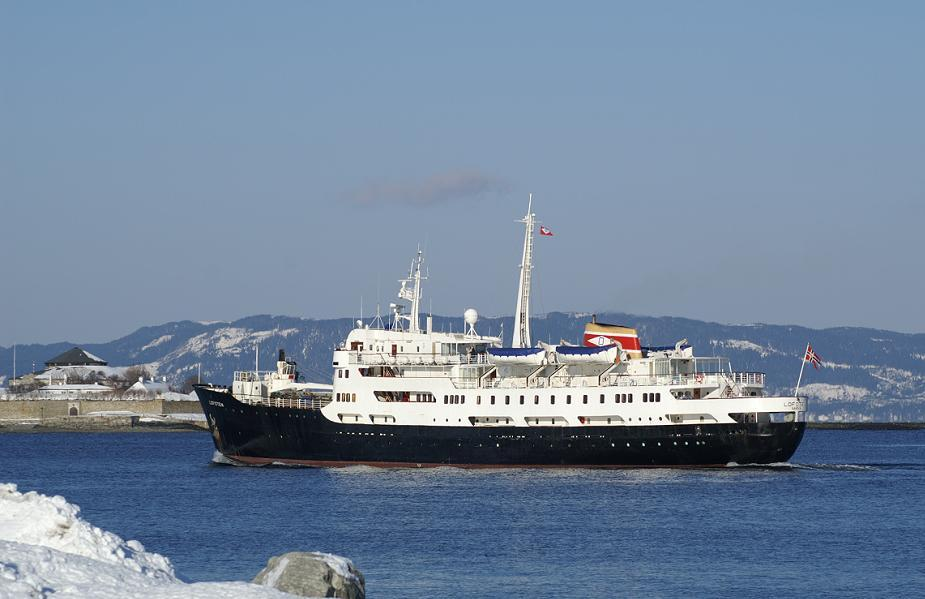
M/S Lofoten
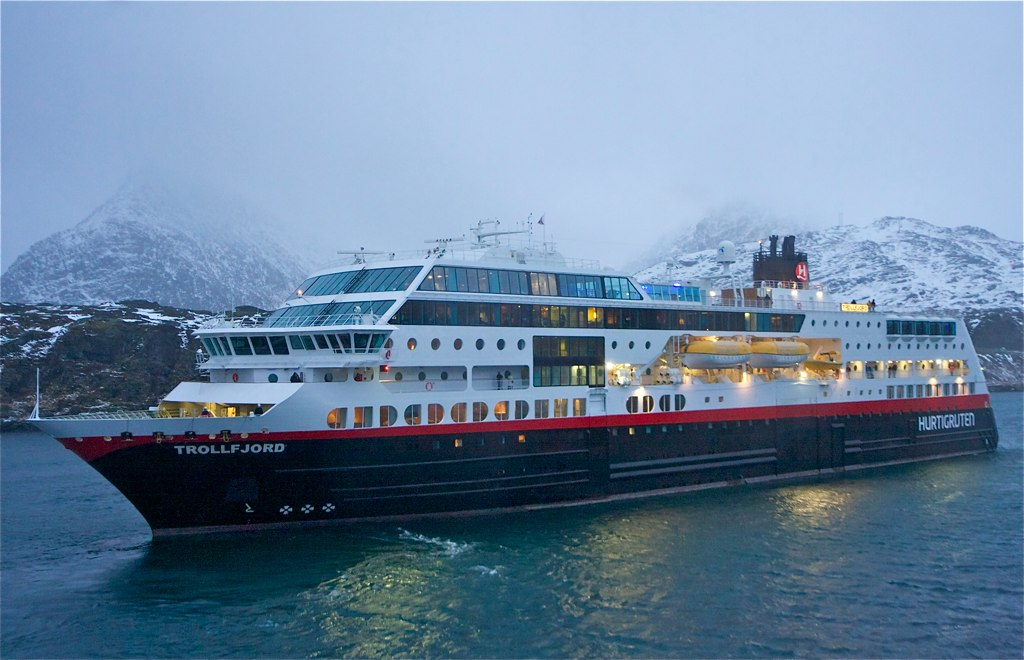
M/S Trollfjord
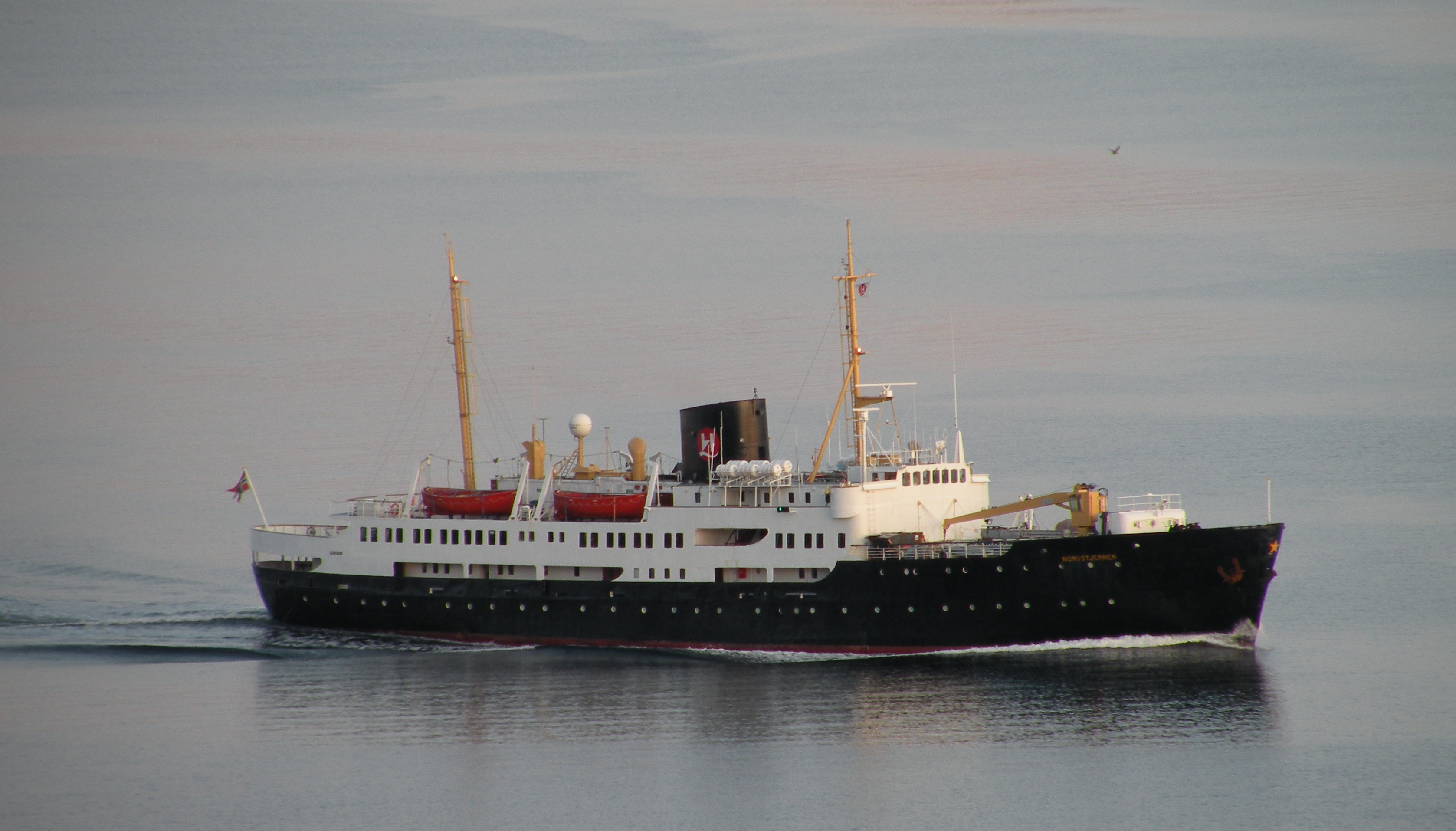
M/S Nordstjernen
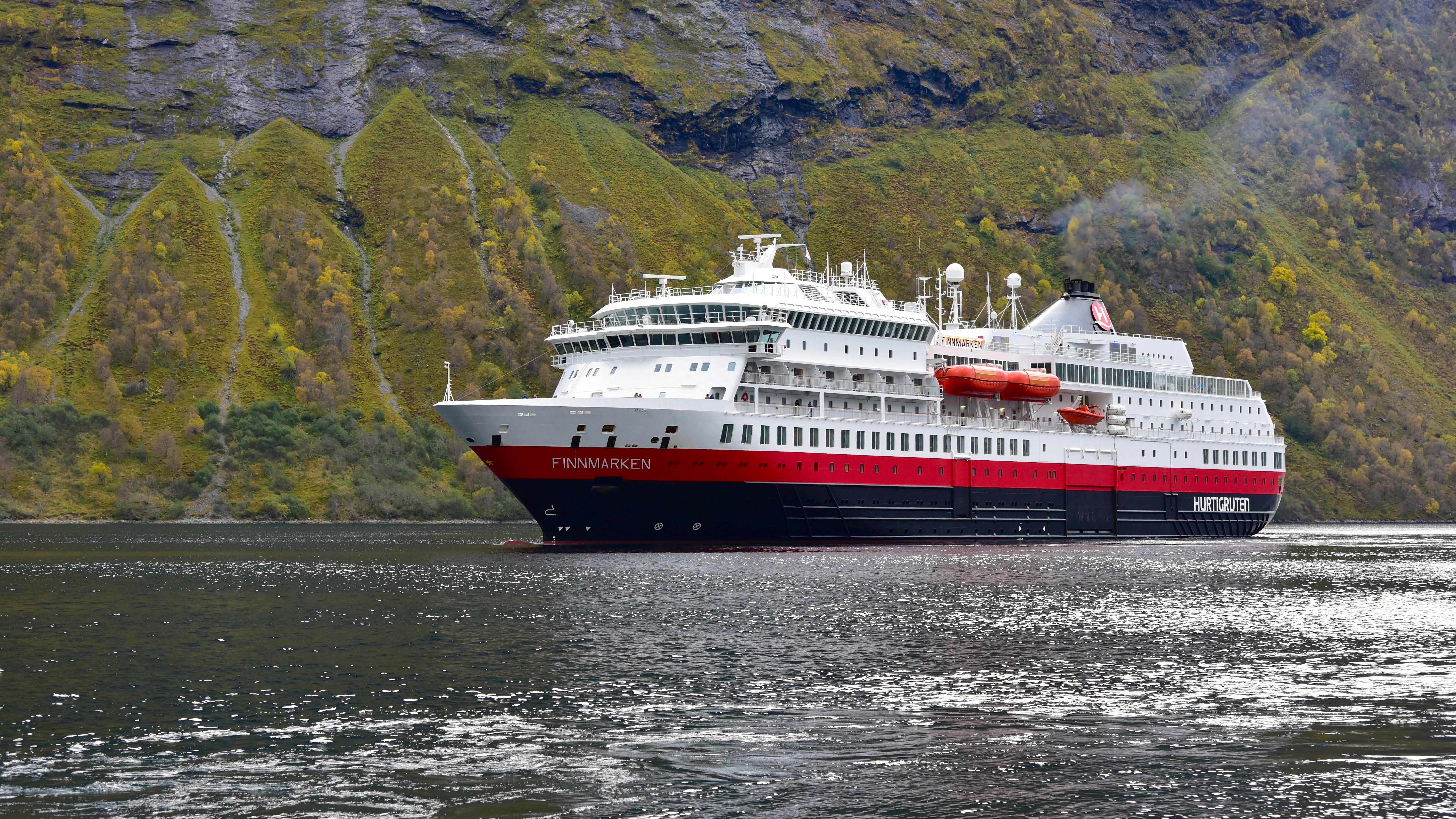
M/S Finnmarken
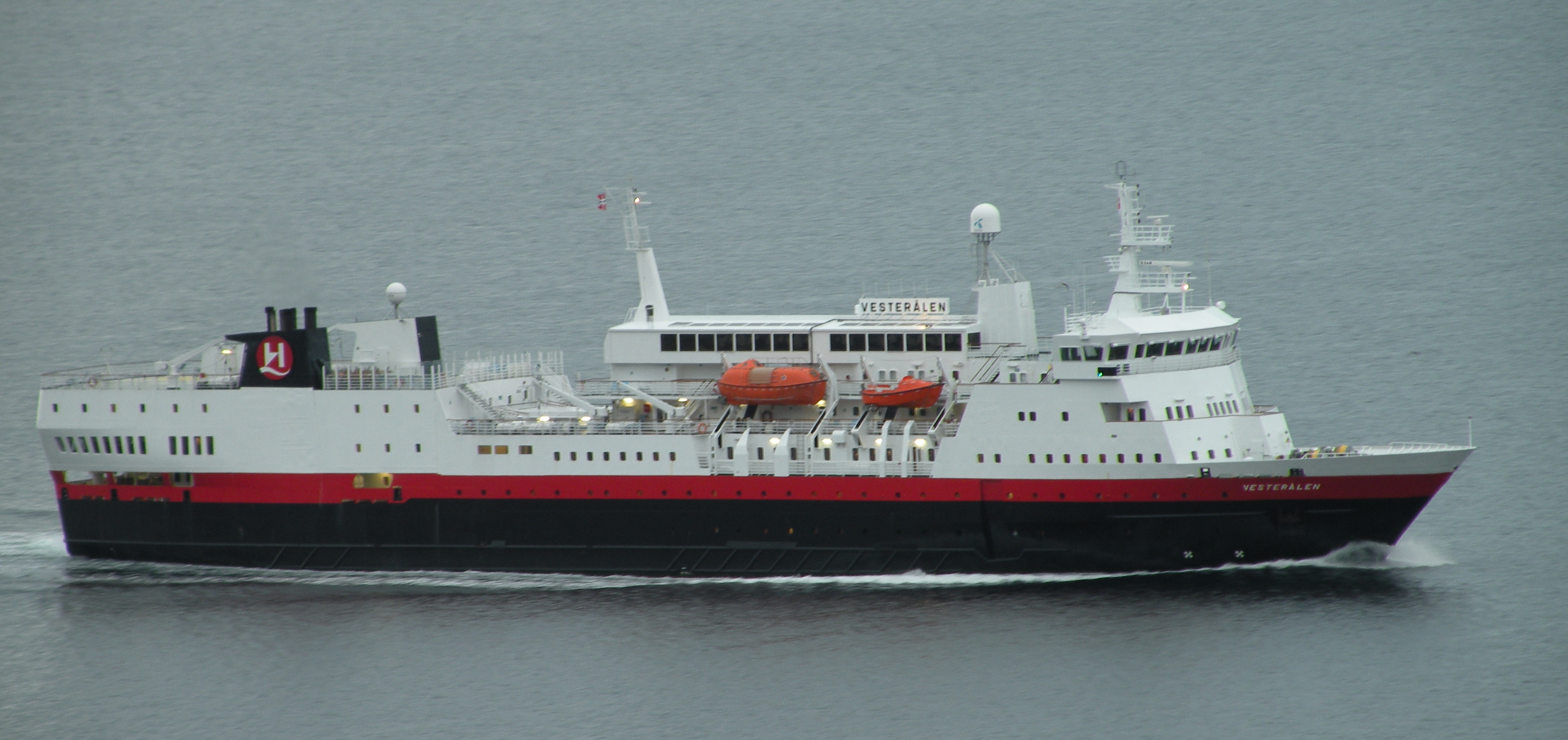
M/S Vesterålen
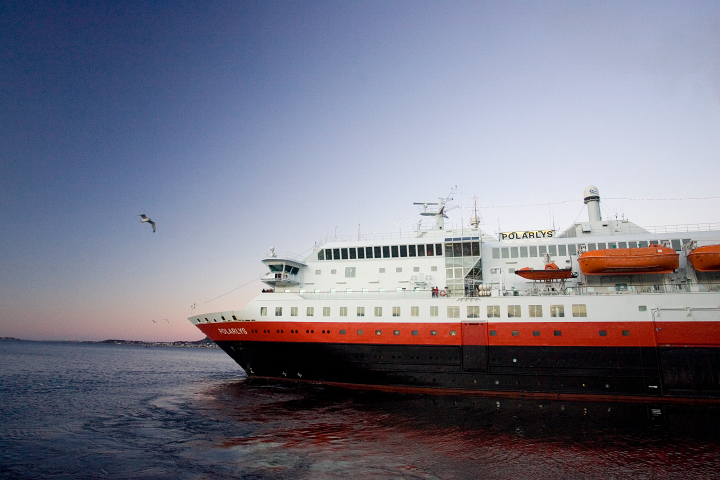
M/S Polarlys
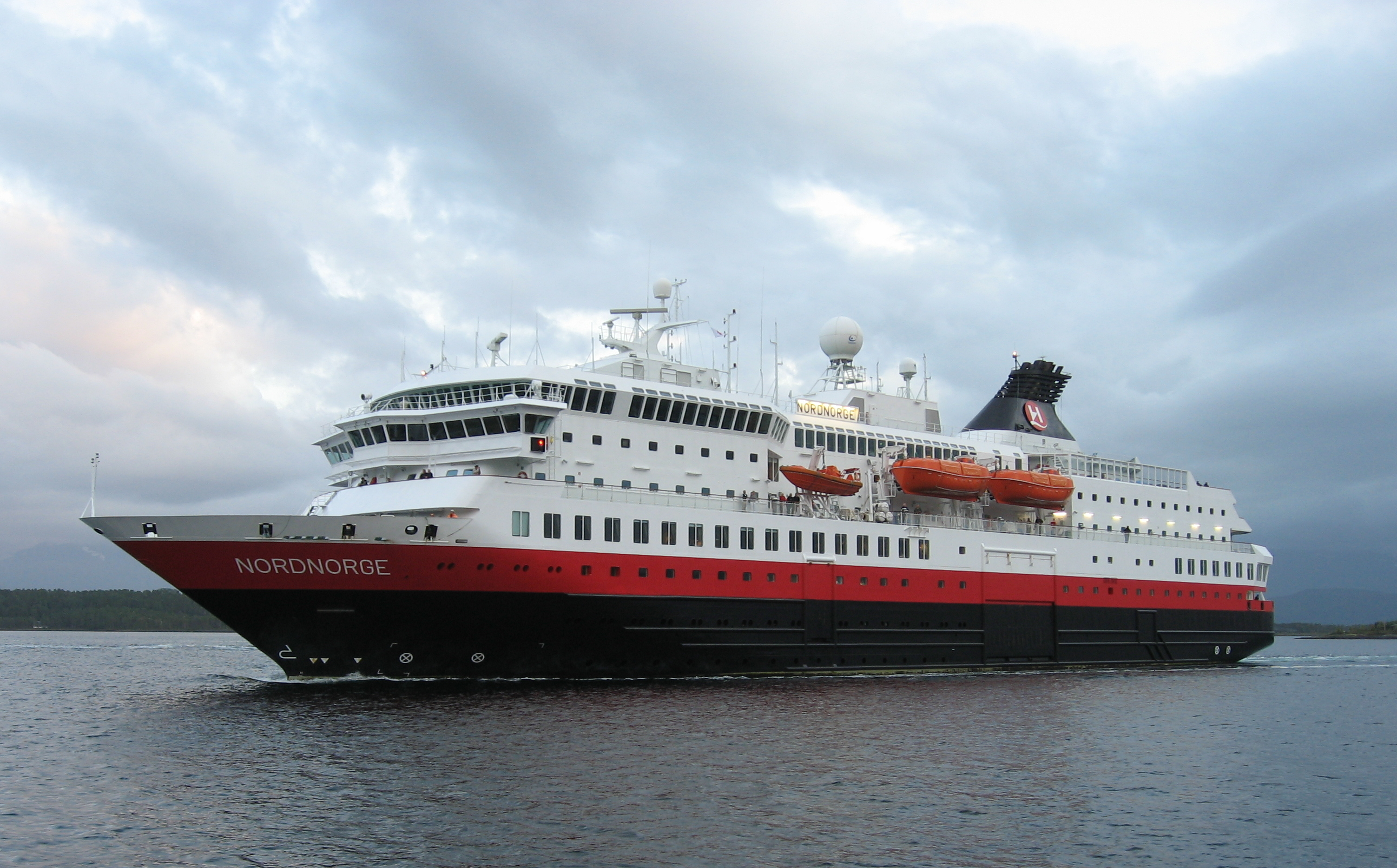
M/S Nordnorge
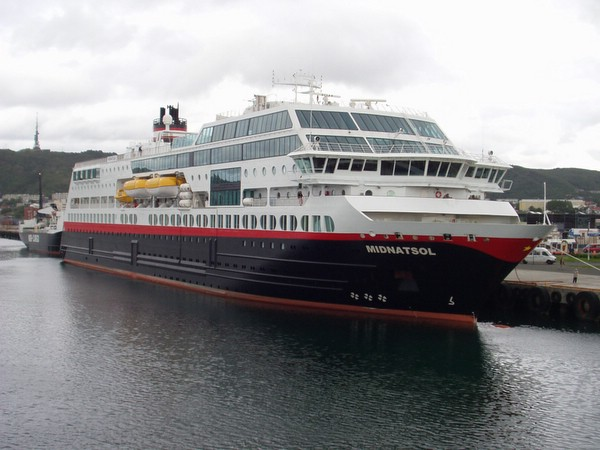
M/S Midnatsol
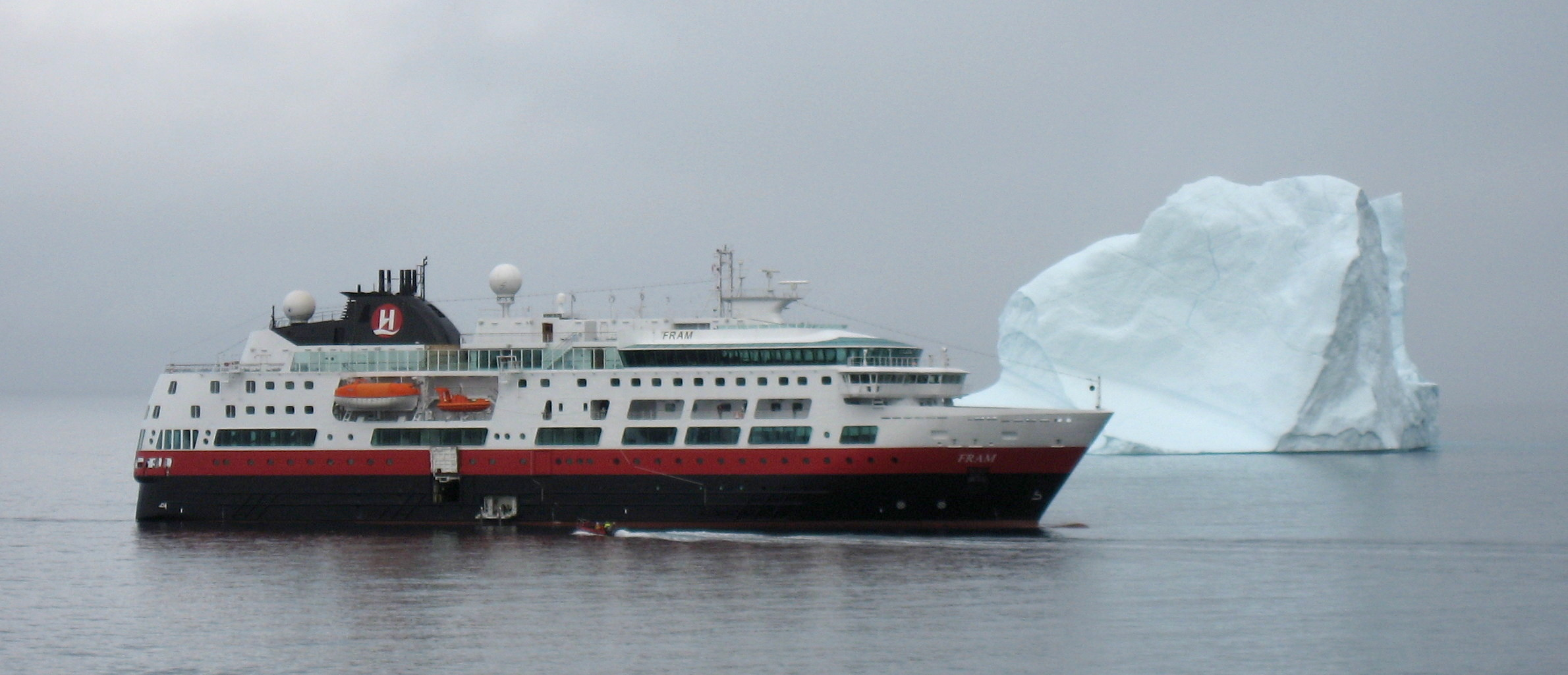
M/S Fram
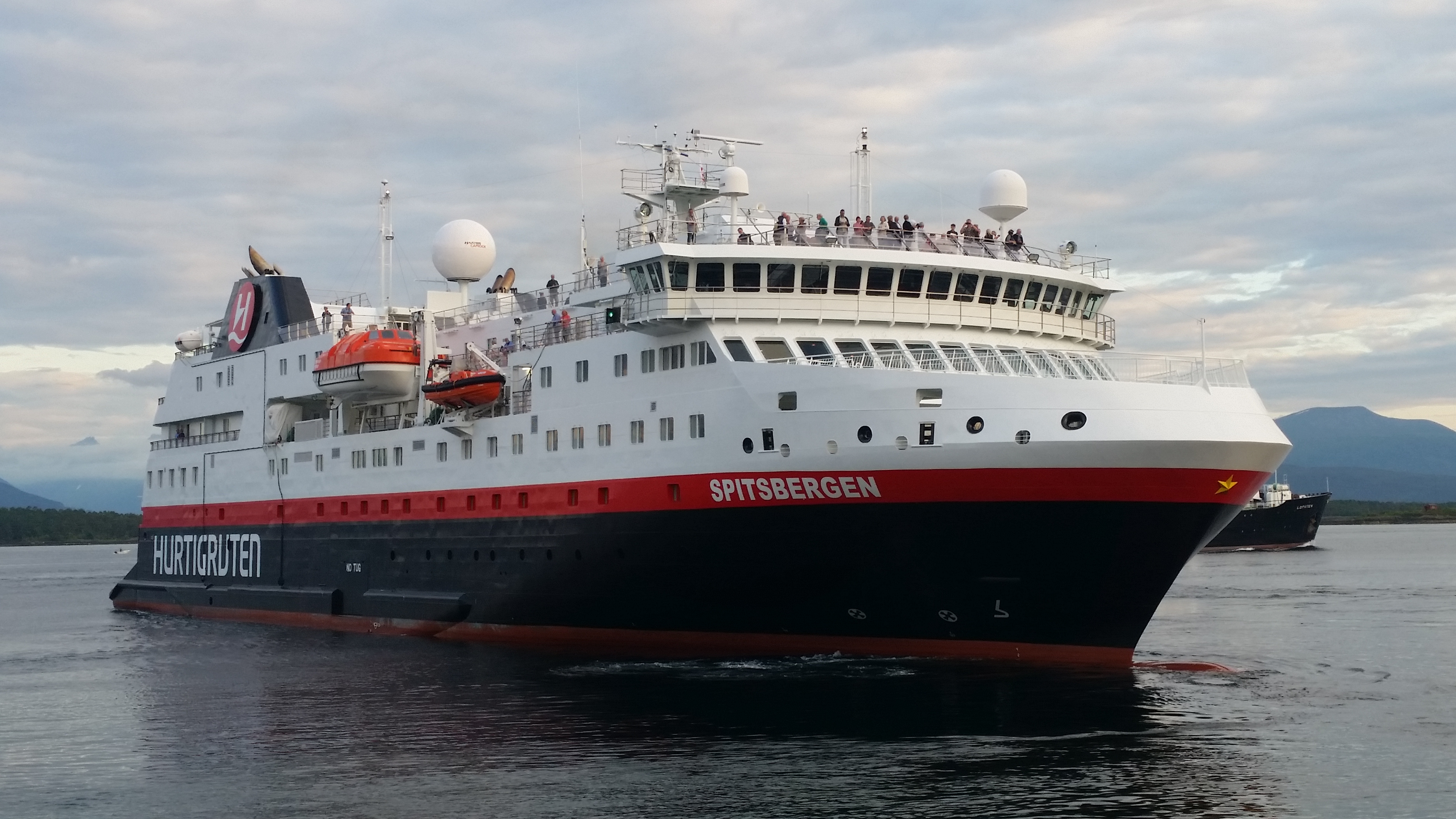
M/S Spitsbergen
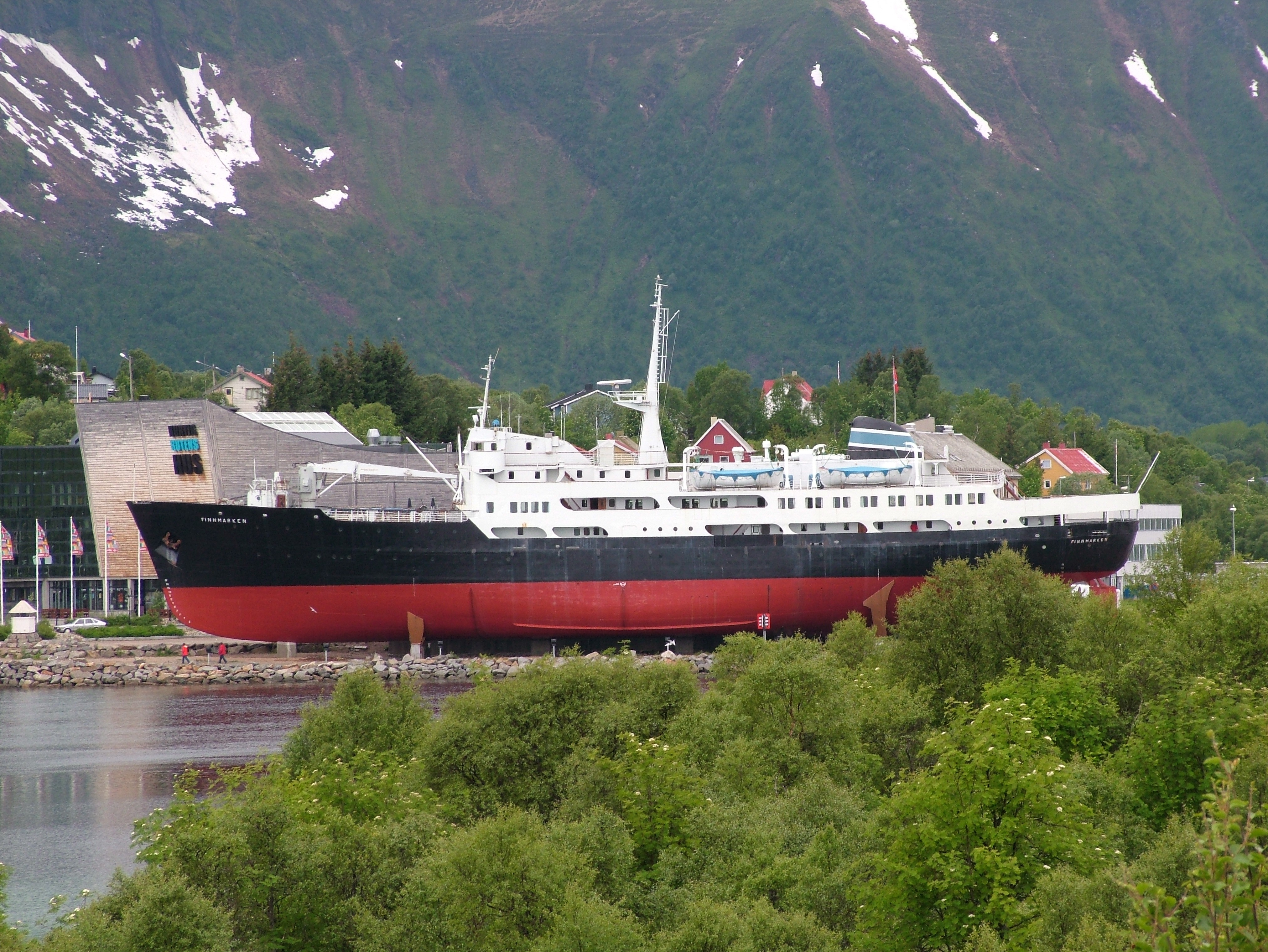
M/S Finnmarken på Hurtigrutemuseet i Stokmarknes